# 차종호 (관료)
차종호(車宗鎬, ? ~ ?)는 대한제국과 일제강점기의 관료로, 본적은 경성부 어성정이다.

## 생애
1902년 10월 광제원(廣濟院) 사무위원으로 임명되었으며, 1906년 사숭학교(四崇學校) 교사를 역임했다. 1907년 태극학회와 서우학회 회원으로 활동했고, 1908년 중앙서관(中央書館)을 운영했다. 1908년 4월 대한협회 평양지회로부터 회계 업무 담당자로 선임되었다. 1909년 평안남도 군주사를 역임했으며, 1910년 10월 31일 평안남도 군서기로 임명되었다. 1910년 11월부터 1915년까지 평안남도 도서기로 근무했고, 1912년 8월 1일 일본 정부로부터 한국 병합 기념장을 받았다.
1914년부터 1915년까지 평안남도 지방토지조사위원회 통역생으로 재직했으며, 1915년 5월 12일부터 1919년까지 평안남도 개천군수를 역임했다. 1915년 11월 10일 일본 정부로부터 다이쇼 대례 기념장을 받았고, 1915년 12월 20일 정8위에 서위되었다. 평안남도 성천군수(1920년)와 평안남도 순천군수(1921년 ~ 1924년), 평안남도 순천지주회 회장(1922년), 평안남도 용강군수(1925년 ~ 1927년)를 역임했고, 1924년 4월 평안남도 순천군수 자격으로 일본 시찰단에 참여했다.
1925년 8월 28일 일본 정부로부터 훈6등 서보장을 받았으며, 1926년 7월 고등관 4등에 서위되었다. 1928년 11월 16일 일본 정부로부터 쇼와 대례 기념장을 받으면서 종5위에 서위되었고, 1929년 평안남도 용강군 승입(繩叺, 노끈 가마니) 생산조합장을 역임했다. 그 외에 국민협회 평의원(1929년)과 총무(1931년 ~ 1932년), 회칙개정 전형위원(1931년), 이사(1935년)를 역임했다. 민족문제연구소의 친일인명사전 수록자 명단의 관료 부문, 친일반민족행위진상규명위원회가 발표한 친일반민족행위 705인 명단에 포함되었다.

## 참고자료
- 친일반민족행위진상규명위원회 (2009). 〈차종호〉. 《친일반민족행위진상규명 보고서 Ⅳ-17》. 서울. 576~585쪽.